# نوال أبو الفتوح
نوال أبو الفتوح (10 أبريل 1940  - 10 أبريل 2007 )، ممثلة سينما ومسرح مصرية.

## عن حياتها
تخرجت من المعهد العالي للموسيقى عام 1960، وعملت في البداية كمدرسة للموسيقى، إلا إنها انتقلت بعد ذلك للتمثيل. حصلت على بكالوريوس معهد الموسيقى عام 1970.

### حياتها الفنية
كانت بداية مسيرتها الفنية حين تقدمت لمسابقة الوجوه الجديدة والتي قام بها الفنان عبد المنعم مدبولي، تفوز ويسند إليها بطولة مسرحية «المفتش العام» عام 1961، ثم شاركت بالعام التالي بمسرحية «جلفدان هانم» ثم فيلم «الزوجة 13» بنفس العام لتتوالى أعمالها في فترة الستينيات والسبعينيات والتي من أبرزها (هي والشياطين، 30 يوم في السجن، العميل 77).
برزت في أدوار البنت الشقية اللعوب وأدوار الكوميديا. عملت في السينما اللبنانية في أواخر الستينيات وأوائل السبعينيات، لمعت في الثمانينيات في مسلسلات منها: «الشهد والدموع» و«الأنصار» و«الفرسان» و«العودة الأخيرة».

### حياتها الشخصية
تزوجت من سمير أبو غدارة عام 1969 وأنجبت منه ابنها الوحيد (أحمد)، وطلقت منه عام 1973.

## المرض والوفاة
بعد معاناة طويلة مع سرطان العظام استمرت 5 سنوات والذي اكتشفته في مراحله المتأخرة، توفيت في 10 أبريل 2007 والذي يصادف يوم ميلادها عن عمر ناهز ال67 عاماً.
وكانت قد رفضت تبرعاً من الممثل عادل إمام بإيراد يوم من مسرحية بودي جارد للمساهمة في علاجها حيث كانت ترقد في مستشفى المنيل بالقاهرة لمدة زادت عن 6 أسابيع بغرض العلاج.

## أعمالها

### الأفلام
- 1962: شهيدة الحب الإلهي
- 1962: رسالة من امرأة مجهولة
- 1962: الشموع السوداء
- 1962: الزوجة 13
- 1963: عريس لأختي
- 1963: شقاوة بنات
- 1963: بياعة الجرايد
- 1964: نهر الحياة
- 1964: ثورة البنات
- 1964: أول حب
- 1964: المغامرة الكبرى
- 1964: العزاب الثلاثة
- 1964: الشياطين الثلاثة
- 1965: صبيان وبنات
- 1965: أرملة وثلاث بنات
- 1966: وداعا أيها الليل
- 1966: إجازة بالعافية
- 1966: 30 يوم في السجن
- 1967: معسكر البنات
- 1967: بنت شقية
- 1968: لصوص لكن ظرفاء
- 1968: بابا عايز كده
- 1968: المساجين الثلاثة
- 1969: هي والشياطين
- 1969: عائلات محترمة
- 1969: شارع الملاهي
- 1969: سكرتير ماما
- 1969: العميل 77
- 1969: الحرامي
- 1969: الحب سنة 70
- 1969: 3 وجوه للحب
- 1970: ورد وشوك
- 1970: الساعات الرهيبة
- 1970: ابن أفريقيا
- 1971: قطط شارع الحمراء
- 1971: الثعلب
- 1972: ذئاب على الطريق
- 1973: وجه آخر للحب
- 1973: شقة للحب
- 1973: البحث عن فضيحة
- 1975: الأنثى والذئاب
- 1980: الأشجار تموت واقفة
- 1982: أرزاق يا دنيا
- 1984: الاتحاد النسائي
- 1987: وصية رجل مجنون
- 1990: مصيدة الحب والزواج

### المسلسلات
- 1968: أنجح جواز في العالم
- 1968: الوجه الآخر
- 1973: فاطمة بنت بري
- 1978: متى تبتسم الدموع
- 1978: الفجر الأخير
- 1979: فواكه الشعراء
- 1979: ضيوف مزعجين جدا
- 1980: الصراع
- 1981: اللغز
- 1983: الشهد والدموع (ج1)
- 1985: الشهد والدموع (ج2)
- 1986: الموج والصخر
- 1986: الأنصار
- 1987: الوجه الآخر
- 1988: لا إله إلا الله (ج4)
- 1988: رقيب لا ينام
- 1988: الغابة
- 1988: الشراع المكسور
- 1989: حدث في بيت القاضي
- 1990: أم البنات
- 1992: خشوع
- 1992: الغول
- 1993: عصر الفرسان
- 1993: الوعد الحق
- 1993: العودة الأخيرة
- 1993: الآنسة كاف
- 1994: المهر
- 1994: الشراقي
- 1995: قصة مدينة
- 1995: الفرسان
- 1995: الصبار
- 1996: قلوب حائرة
- 1996: عندما تتحرك الجبال
- 1996: الأبطال (ج1)
- 1997: الأبطال (ج2)
- 1998: أيام الضحك والدموع
- 1998: الفهلوي
- 1998: الستارة
- 1998: الإمام ابن حزم
- 1999: علاء الدين والأميرة ياسمين
- 2000: قطة في سوق السمك
- 2000: حبنا الكبير
- 2000: الحب له أوان
- 2002: موعد مع الشهرة
- 2002: الطريق إلى الحقيقة
- 2003: مؤسسة شهر العسل
- 2004: حدث في الهرم
- 2004: المعمورة

### المسرحيات
- 1961: المفتش العام
- 1961: عريس في علبة
- 1962: جلفدان هانم
- 1967: بلاد برة
- 1972: عالم نساء ورجل
- 1978: الأستاذ مزيكا
- 1993: دقي يا مزيكا

## روابط خارجية
- نوال أبو الفتوح على موقع الدهليز
- نوال أبو الفتوح على موقع قاعدة بيانات الأفلام العربية